# آریشپاروو
آریشپاروو (انگلیسی: Aryshparovo) یک شهرک در شهرستان بلورتسکی باشقیرستان کشور روسیه است.